# Lac Mai-Ndombe
Pour les articles homonymes, voir Mai-Ndombe.
Le lac Mai-Ndombe (ancien lac Léopold II) est un lac de la province du Mai-Ndombe, en république démocratique du Congo.

## Géographie
Il alimente la rivière Fimi, un affluent du fleuve Congo. Le lac Léopold II a été rebaptisé lac Mai-Ndombe en 1972. Mai ndombe signifie « l'eau noire » en Munukutuba. La taille du lac varie avec les pluies et peut doubler ou tripler en superficie selon la saison de pluie. Le lac demeure navigable toute l'année. Ses rives sont bordées de forêts denses au nord et d'un mélange de forêt et savane au sud. Ses ports sont Inongo et Ndongese.

## Histoire
Le 27 mai 2019, un ferry avec plus de 350 passagers a sombré à cause du vent. Plus de 45 passagers ont été confirmés morts le premier jour et plus de cent passagers toujours portés disparus. En réponse, le gouvernement a déclaré qu'il interdirait aux bateaux à passagers en bois de plus de 5 ans de traverser le lac.

## Photos

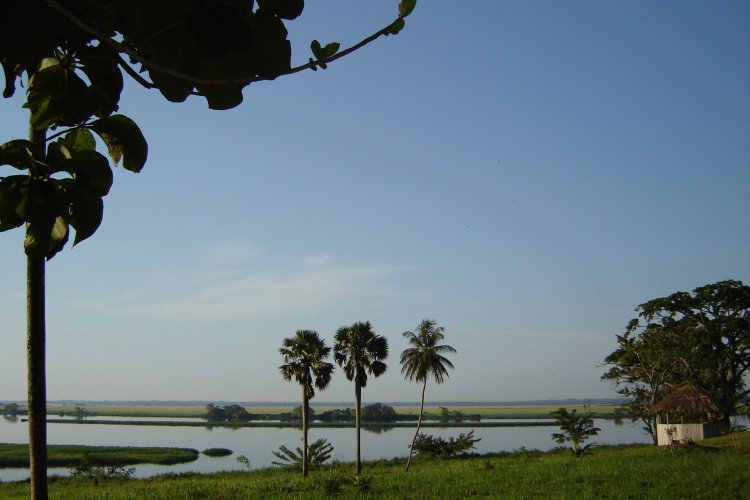
Photo des abords du lac Maï Ndombe.
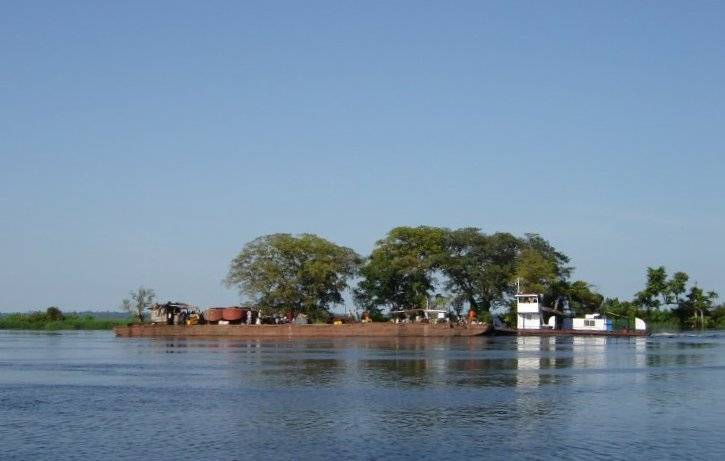
Photo du lac Maï Ndombe.
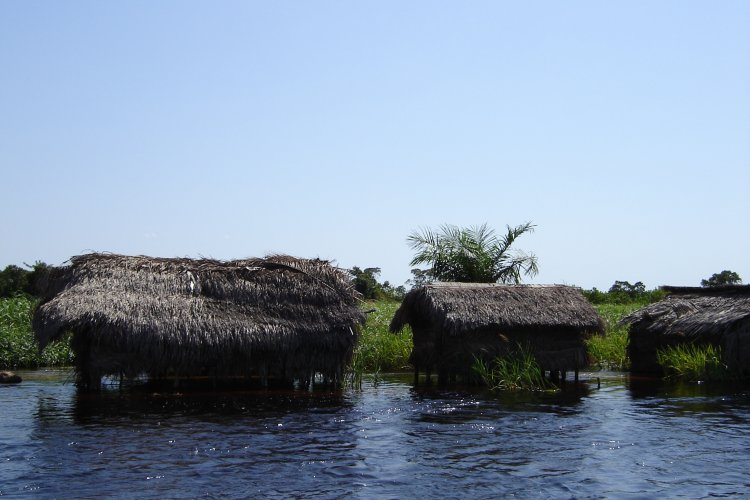
Photo du lac Maï Ndombe.
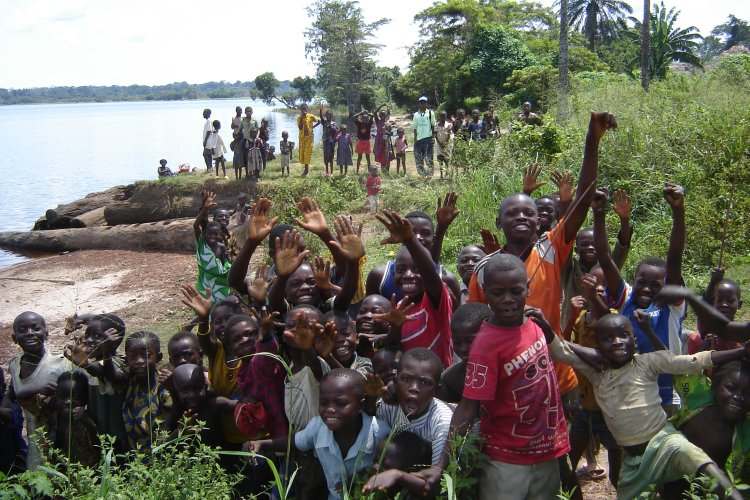
Photo d'enfants aux abords du lac Maï Ndombe.
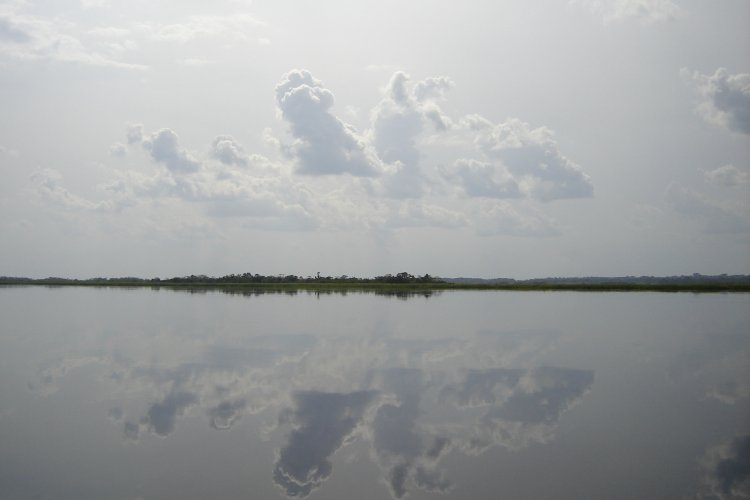
Photo du lac Maï Ndombe.